# Maria Ammann
Maria Elisabeth Ammann (* 5. April 1900 in München; † 14. Oktober 1972 in Brixen) war eine deutsche Wohlfahrtspflegerin und langjährige Leiterin der Sozialen und Caritativen Frauenschule in München.

## Leben und Wirken
Maria Ammann war das fünfte von sechs Kindern des Orthopäden Ottmar Ammann und seiner Ehefrau Ellen Ammann. Nach dem Abitur studierte sie an den Universitäten Stockholm und München Volkswirtschaftslehre und Philosophie. An der Münchener Universität promovierte Maria Ammann 1925 zum Doktor der Staatswissenschaften. Das Thema ihrer Dissertation lautete: Die volkswirtschaftliche Bedeutung der in der staatlichen und kommunalen geschlossenen Wohlfahrtspflege tätigen katholisch religiösen Frauengenossenschaften.
1929 übernahm sie die Leitung der Sozialen und Caritativen Frauenschule in München, die von ihrer Mutter ins Leben gerufen worden war. Seinerzeit beklagte sie, dass die Schule „in katholischen Kreisen und bei der katholischen Geistlichkeit noch nicht genügend bekannt [ist], so daß immer eine nicht unbedeutende Anzahl von Töchtern aus gut katholischen Familien auf die interkonfessionellen Schulen geht und dort in liberalen, humanitären oder sozialistischen Ideengängen erzogen wird“.
Maria Ammann führte die Schule durch die schweren Jahre der Nazi-Diktatur. Im Jahre 1934 schrieb sie über den Fürsorgeberuf und seine Zukunft sowie über die Ausbildung:

„Der Fürsorgeberuf ist ja ein unumstritten fraulicher und wird auch im neuen Staat eine Zukunft haben, denn in irgend einer Richtung wird die Wohlfahrtspflege immer notwendig sein, wenn vielleicht auch die Form der Tätigkeit sich ändert, indem das Schwergewicht der Arbeit auf vorbeugende Fürsorge, Werkfürsorge und gesundheitliche Maßnahmen verlegt wird […] Die soziale Frauenschule gibt eine sehr umfassende Bildung, sowohl allgemeiner, als auch berufstechnischer Art. Sie versucht die jungen Mädchen zu verantwortungsbewußten, katholischen deutschen Frauen zu erziehen, die ihre ganze Kraft in den Dienst des Volkes und des Gottesreiches stellen […] Die Aufgabe dieser Bildungsstätte ist es, neben der Wissensvermittlung, die charakterliche und religiöse Vertiefung möglichst zu fördern. Brauchen wir doch heute mehr denn je, überzeugte, starke katholische Menschen, die mit Einsatz ihrer ganzen, reifen Persönlichkeit eintreten für Gott und Vaterland.“

Immer wieder befürchtete Maria Ammann die Schließung der konfessionellen Schule, die von den lokalen Parteispitzen allein schon wegen ihrer christlichen Ausrichtung abgelehnt wurde. Letztlich konnte sie das gefürchtete Aufhebungsdekret nicht verhindern. Die Bildungsinstitution musste nach Ostern 1941 ihren Betrieb einstellen und sämtliche Seminaristinnen auf die staatliche Soziale Frauenschule überführt.
Maria Ammann verdiente ihren Lebensunterhalt durch das Gießen und Bemalen von Zinnfiguren. Als gläubige Katholikin, dazu noch Tochter von Ellen Ammann, die als Landtagsabgeordnete 1923 wesentlich dazu betrug, den Hitlerputsch zu vereiteln, sowie Schwester des Theologen und Kirchenhistorikers Albert Maria Ammann, war Maria Ammann den NS-Machthabern ein Dorn im Auge und manchen Bedrohungen ausgesetzt.
Nach 1945 begann sie sofort mit dem Wiederaufbau der zerbombten Schule und im Juli 1946 konnte der Unterricht wieder aufgenommen werden. Maria Ammann förderte 1955 den Pilotversuch, in die Soziale und Caritaive Frauenschule männliche Studierende aufzunehmen. Dies war seinerzeit für die Schulleiterin keine einfache Entscheidung. Sie schrieb:

„Natürlich stellte die Vorbereitung von Männern für ihnen gemäße Berufsmöglichkeiten im sozialen Bereich völlig neue Anforderungen an uns und unsere Dozenten. Auch war es für uns alle nicht leicht, uns auf die völlig unterschiedliche Haltung der weiblichen und männlichen Studierenden zu Schule und Beruf einzustellen und jedem das für ihn Wichtige in der geeigneten Form zu bieten. Die Erfahrungen, die wir dabei sammelten, veranlaßten uns dazu, für die Gründung einer Katholischen Sozialen Schule für Männer in München einzutreten.“

Zusätzlich zu ihren Verpflichtungen als Schulleiterin war Maria Ammann noch Vorsitzende der Bildungkommison des Bayerischen Landesverbandes des Katholischen Deutschen Frauenbundes.
Im Sommer 1961 übergab Maria Ammann die Bildungsinstitution an Martha Krause-Lang. Ihren Lebensabend verbrachte sie in Altötting.

## Auszeichnungen
Mit dem Bayerischen Verdienstorden wurde sie am 14. Mai 1965 geehrt. Am 1. Juni 1970 wurde Maria Ammann, zum 100. Geburtstag ihrer Mutter, mit dem Päpstlichen Orden Pro Ecclesia et Pontifice ausgezeichnet.

## Werke
- Die volkswirtschaftliche Bedeutung der in der staatlichen und kommunalen geschlossenen Wohlfahrtspflege tätigen katholisch religiösen Frauengenossenschaften. München 1925
- Statistik der Tätigkeit der katholisch caritativen Genossenschaften und Vereinigungen der öffentlichen und privaten interkonfessionellen Wohlfahrtspflege in Deutschland. Freiburg/Breisgau 1926
- Berufswahl für Mädchen. Die Fürsorgerin. In: Klerusblatt 1932/H. 11, S. 186
- Soziale und caritative Frauenschule des katholischen Frauenbundes. In: Martha Krause-Lang (Hrsg.): Ellen Ammann-Schule. Höhere Fachschule für Sozialarbeit. Eichstätt 1964, S. 9–14